# Peziza arenaria
Peziza arenaria är en svampart som beskrevs av Osbeck 1762. Peziza arenaria ingår i släktet Peziza och familjen Pezizaceae.   Inga underarter finns listade i Catalogue of Life.